# 泉村 (静岡県)
泉村（いずみむら）は、静岡県東部、駿東郡にあった村。現在の裾野市南東部、東地区にあたる。1952年に小泉村と合併して、裾野町になった。

## 地理
町村制施行時に発足した小泉村の東部にあたる。
村域は御殿場線の東側から箱根山西麓にかけて東西に細長く広がり、南側は大場川を隔てて三島市に接していた。
- 山: 箱根山
- 河川: 大場川、泉川

## 歴史

### 分立の経緯
町村制施行時に発足した小泉村のうち、東部の6大字（茶畑・平松・麦塚・久根・公文名・稲荷）は、箱根山西麓の自然地形に沿って人家が散在する地域であり、主に大字茶畑所在の山林を利用し生計を立てていた。一方、西部の6大字（佐野・水窪・伊豆島田・二ッ屋・石脇・富沢）は、佐野街道（別名甲州街道。現在の静岡県道21号三島裾野線）沿いに人家を連ね、工業・商業を兼業する農家もみられる状況であった。
こうした地理的・経済的事情等の違いから、東部6大字においては西部を含めた合併に異論が出ており、小泉村発足後最初の村会において分離が決議されるに至った。
なお、町村制施行後における村の分立は、静岡県においては当村が初の事例である。

### 沿革
- 1889年（明治22年）4月1日 - 町村制施行に伴い、佐野村・水窪村・伊豆島田村・二ッ屋新田・石脇村・富沢村・茶畑村・平松新田・麦塚村・久根村・公文名村・稲荷村が合併して、小泉村が成立。
- 1891年（明治24年）10月10日 - 小泉村から茶畑・平松・麦塚・久根・公文名・稲荷の各大字が分立して、泉村が成立。
- 1952年（昭和27年）4月1日 - 小泉村と合併し、裾野町の一部となる。

## 交通
- 御殿場線裾野駅